# Radosław Marcinkiewicz
Radosław Marcinkiewicz (1 de marzo de 1986) es un deportista polaco que compite en lucha grecorromana. Ganó una medalla de bronce en los Juegos Europeos de Bakú 2015, en la categoría de 86 kg.

## Palmarés internacional
| Juegos Europeos | Juegos Europeos   | Juegos Europeos   | Juegos Europeos |
| Año             | Lugar             | Medalla           | Categoría       |
| --------------- | ----------------- | ----------------- | --------------- |
| 2015            | Bakú (Azerbaiyán) | Medalla de bronce | 86 kg           |